# Kruszelnica
Kruszelnica (ukr. Крушельниця) – wieś na Ukrainie, w rejonie stryjskim (do 2020 roku w rejonie skolskim) obwodu lwowskiego. Wieś liczy 1297 mieszkańców.
Wspominana była w dokumencie królewskim z 4 listopada 1395 r., kiedy została nadana Iwanowi i Damianowi i ich synom z całym dobrem... z lasami, łąkami, łanami, sianokosami. W 1589 dzieliła się na pięć działów (sortes).
W II Rzeczypospolitej do 1934 dwie samodzielne gminy jednostkowe – Kruszelnica Rustykalna i Kruszelnica Szlachecka, następnie należały do zbiorowej wiejskiej gminy Podhorodce. Początkowo w powiecie skolskim, a od 1932 w powiecie stryjskim w woj. stanisławowskiem. Po wojnie wieś weszła w struktury administracyjne Związku Radzieckiego.